# Colosse de Saint Charles Borromée
Le Colosse de Saint Charles Borromée (dit aussi Sancarlone) est une statue de plus de 30 m de hauteur située à Arona (Italie), sur le Mont Sacré d'Arona dédié à saint Charles Borromée.

## Saint Charles
Saint Charles Borromée naquit le 2 octobre 1538 dans la Rocca di Arona (détruite lors des campagnes militaires de Napoléon Bonaparte). Il devint évêque et cardinal à 22 ans et fut élu archevêque de Milan en 1565. Il mourut le 3 novembre 1584, fut béatifié en 1602 et canonisé en 1610.

## Construction de la statue
Sur la volonté de son cousin Federico, archevêque de Milan depuis la mort de Charles en 1624, on commença la construction d'un Mont Sacré pour célébrer la mémoire et les œuvres de saint Charles.
Federico Borromeo et Marco Aurelio Grattarola, le superviseur des travaux du Mont Sacré, voulurent construire une grande statue qui soit visible depuis le lac Majeur.
Giovanni Battista Crespi, dit Il Cerano, dessina la statue qui fut réalisée en cuivre et façonnée par les sculpteurs Siro Zanella de Pavia et Bernardo Falconi de Bissone. A cette occasion, ils employèrent pour la première fois la technique de plaques de cuivre repoussé installées sur une structure porteuse rigide. Bartholdi s'inspirera de cette technique pour réaliser la statue de la Liberté.
L'œuvre fut terminée en 1698 et le 19 mai le cardinal Federico Caccia, archevêque de Milan, bénit le monument.

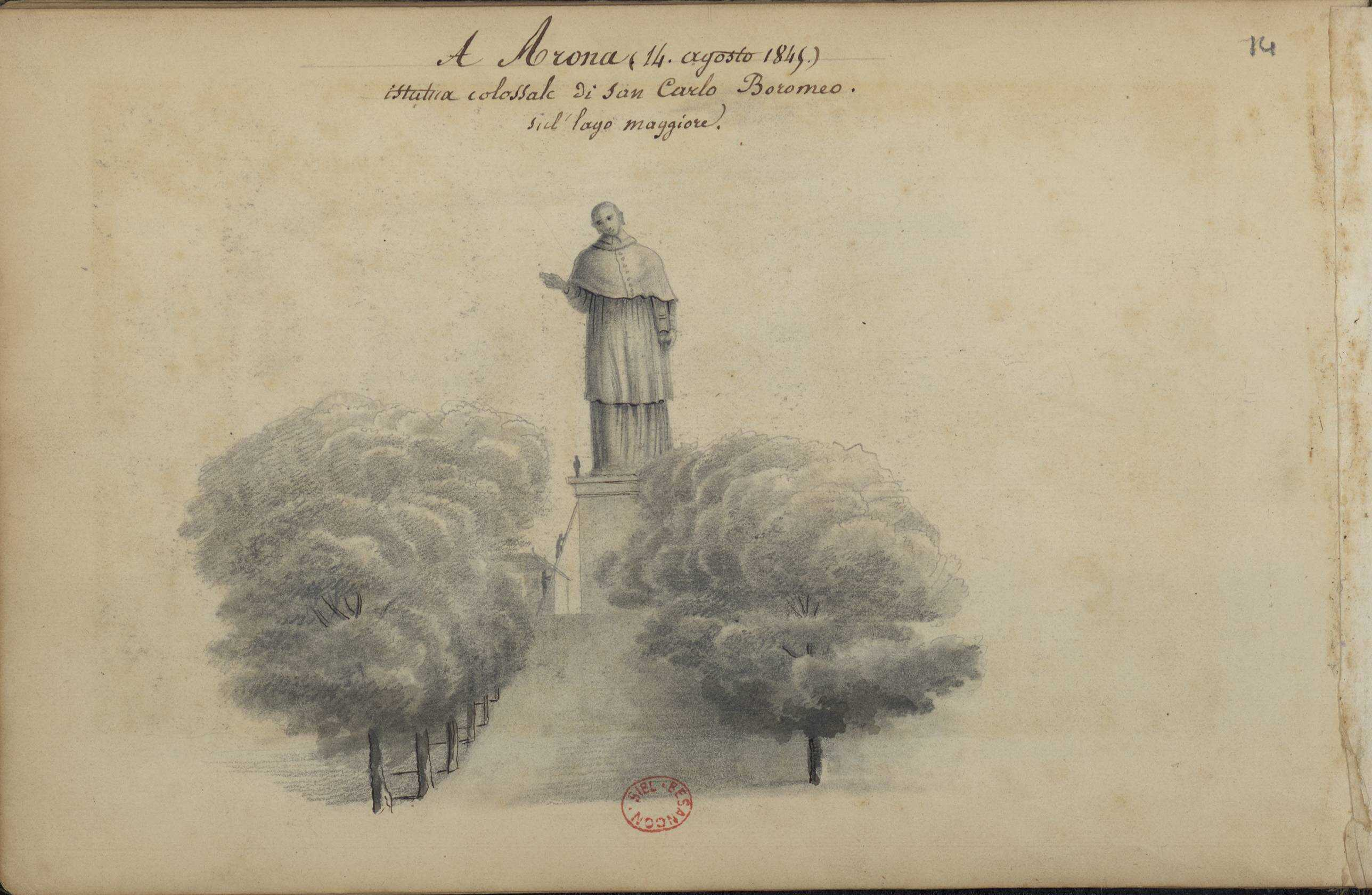
Dessin figurant la statue colossale de Saint Charles Borromée en 1845, par Désiré Monnier.